# Hartberg Umgebung
Hartberg Umgebung osztrák község Stájerország Hartberg-fürstenfeldi járásában. 2017 januárjában 2243 lakosa volt.

## Elhelyezkedése

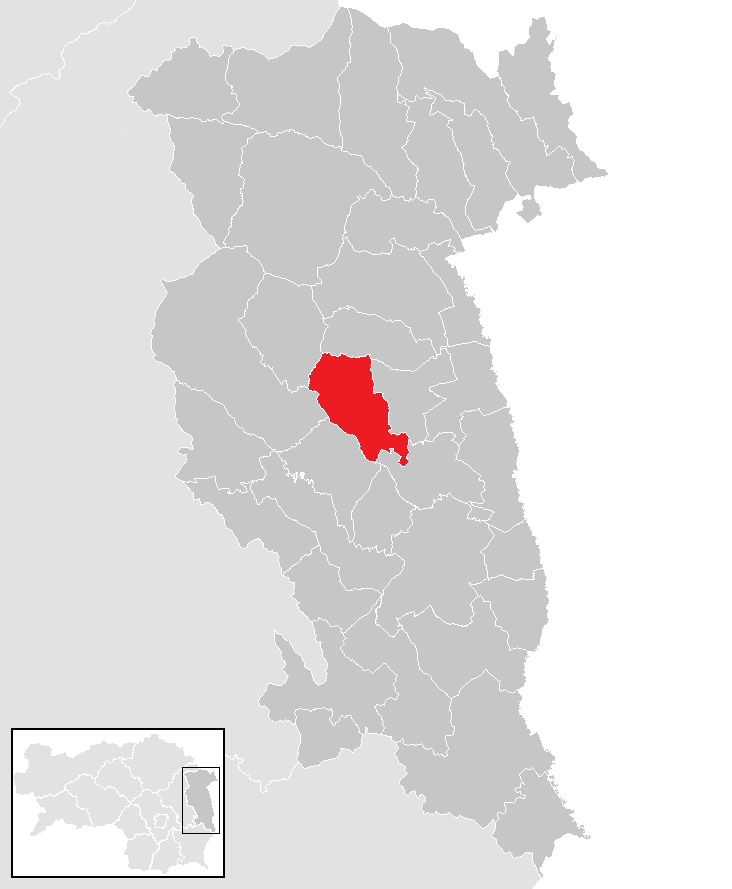
Hartberg Umgebung a Hartberg-fürstenfeldi járásban

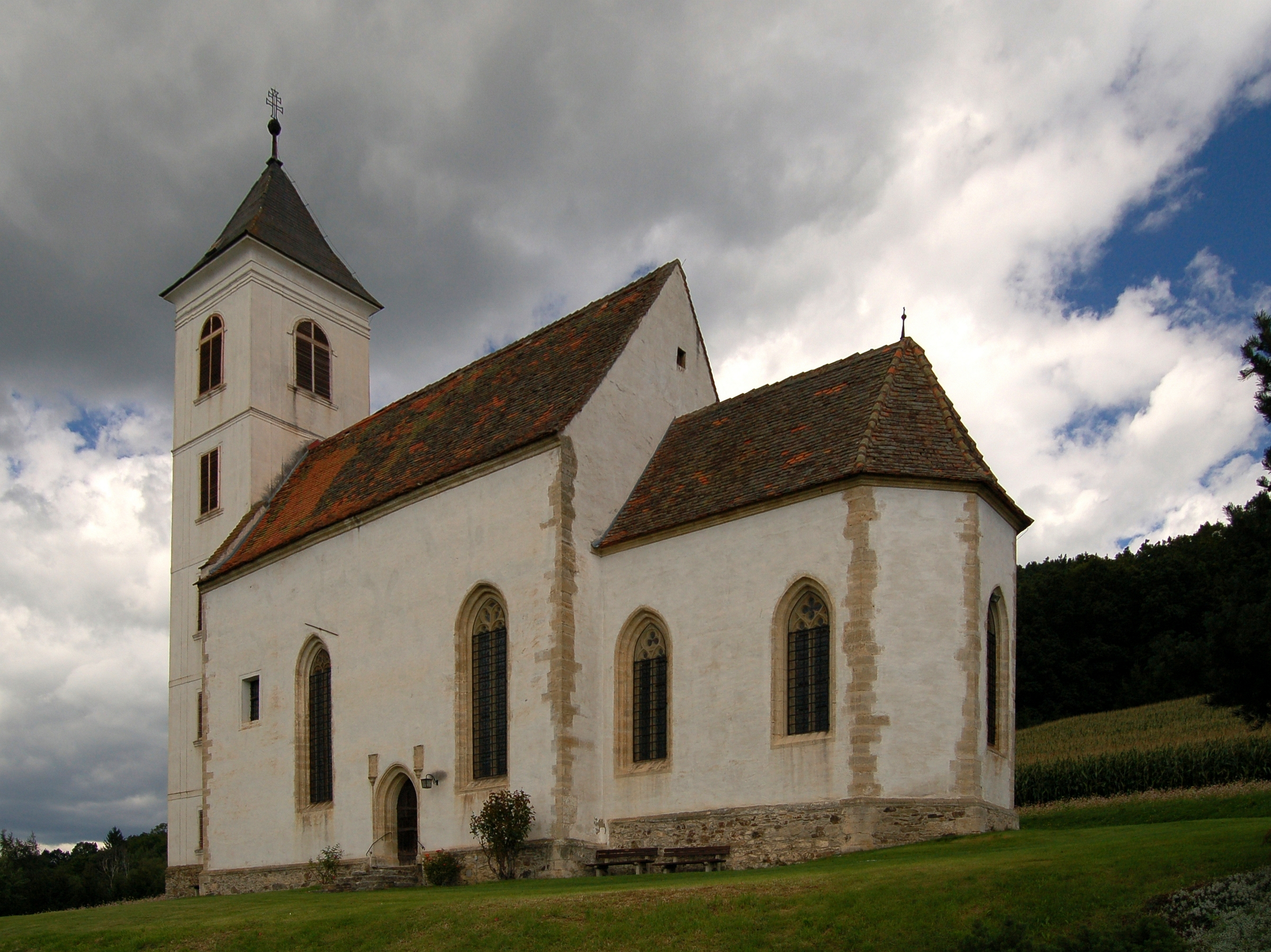
A Szt. Anna-templom

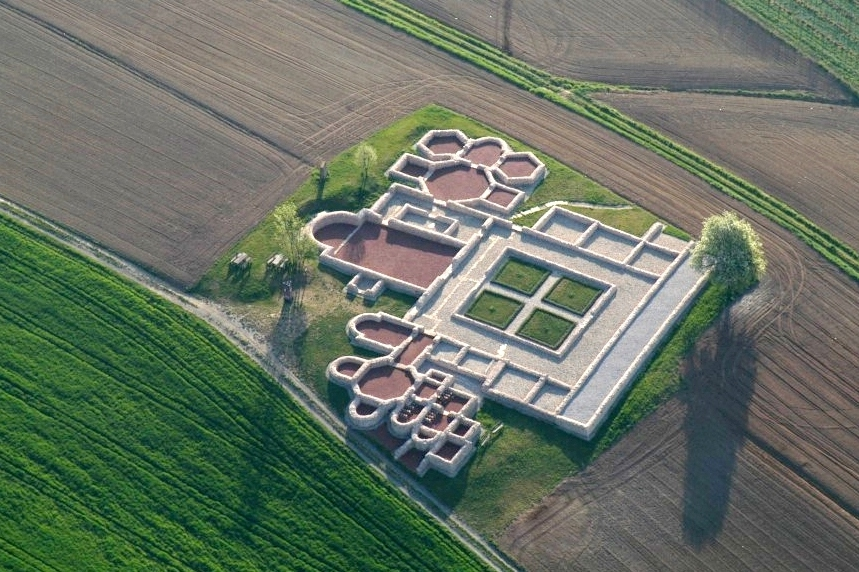
A löffelbachi villa rustica

Hartberg Umgebung a Joglland és a Kelet-stájerországi dombság találkozásánál fekszik, közvetlenül a járási központ Hartberg mellett (amellyel gyakorlatilag egybeépült) és kb. 40 km-re északkeletre Graztól. Jelentős folyóvizei a Dombach és a Schildbach. Legmagasabb pontja a 867 méteres Wullmenstein. Nyugaton a Pöllauvölgyi natúrparkkal határos. Az önkormányzat 6 katasztrális községben 12 települést egyesít: Flattendorf, Au, St. Anna, Löffelbach, Löffelberg, Neuberg, Buchberg, Heckerberg, Mitterdombach, Schildbach, Siebenbrunn, Wenireith. Hartberg Umgebung nevű település nincs, a polgármesteri hivatal Schildbachban található. 
A környező önkormányzatok: északra Greinbach, keletre Hartberg, délkeletre Buch-Sankt Magdalena, délnyugatra Kaindorf, nyugatra Pöllau, északnyugatra Pöllauberg. 	

## Története
A község területe már a történelem előtti időkben is lakott volt, a régészeti leletek a Ringkogel hegyén egy neolitikumi településre utalnak. A római időszakban is szórványosan lakott volt, ennek jele a löffelbachi szépen feltárt, 2-3. században épült villa rustica (vidéki majorság). 
Az önkormányzat kis falvainak története egybefonódott a velük közvetlenül szomszédos Hartberg városával, amelyet 1125-1128 között alapított I. Lipót stájer őrgróf. 1532-ben a Kőszeg ostromából visszavonuló törökök mind Hartberget, mind a környező falvakat feldúlták. A 17. század elején a Bocskai-felkelés hajdúi ostromolták meg a várost és fosztották ki a falvakat.

## Lakosság
A Hartberg Umgebung-i önkormányzat területén 2017 januárjában 2243 fő élt. A lakosságszám 1961 óta gyarapodó tendenciát mutat. 2015-ben a helybeliek 93,5%-a volt osztrák állampolgár; a külföldiek közül 0,8% a régi (2004 előtti), 1,4% az új EU-tagállamokból érkezett. 0,9% a volt Jugoszlávia (Szlovénia és Horvátország nélkül) vagy Törökország, 3,4% egyéb országok polgára. 2001-ben a lakosok 93,5%-a római katolikusnak, 1,1% evangélikusnak, 3% muszlimnak, 1,6% pedig felekezet nélkülinek vallotta magát. Ugyanekkor 18 magyar (0,8%) élt a községben.

## Látnivalók
- a 2-3. században épült római villa rustica alapjait 1961-1963 között tárták fel és tették látogathatóvá.
- a Ringkogel hegyének lábánál álló Neuberg vára a 12. században épült a magyar támadások ellen. Ma magántulajdonban van és nem látogatható.
- a flattendorfi Masenbergi Szt. Anna-templom a 15. században épült gótikus stílusban a Masenberg hegy lábánál. Barokk főoltára 1758-ban, gótikus mellékoltára 1522-ben készült.

## Fordítás
- Ez a szócikk részben vagy egészben  a   Hartberg Umgebung című német Wikipédia-szócikk ezen változatának fordításán alapul.  Az eredeti cikk szerkesztőit annak laptörténete sorolja fel. Ez a jelzés csupán a megfogalmazás eredetét és a szerzői jogokat jelzi, nem szolgál a cikkben szereplő információk forrásmegjelöléseként.